# سراغة مقدسة نويع النيمية
السراغة المقدسة نويع النيمية (باللاتينية: Crepis sancta subsp. nemausensis) نوع نباتي يتبع جنس السراغة من الفصيلة النجمية. سميت نسبة إلى نيم في جنوب فرنسا.

## الموئل والانتشار
موطنها بلاد الشام وقبرص وتركيا واليونان ومقدونيا وكرواتيا.

## مرادفات للاسم العلمي
- (باللاتينية: Lagoseris sancta subsp. nemausensis P. Fourn.)
- (باللاتينية: Lagoseris nemausensis K. Malý [non Gouan 1773])
- (باللاتينية: [Lagoseris sancta subsp. nemausensis P. Fourn.)